# Liste des villes postales du Royaume-Uni
Ceci est une liste des villes postales (en) du Royaume-Uni, classées par aire de code postal.
| Code postal | Nation                       | Villes postales | Carte               |
| ----------- | ---------------------------- | --- | ------------------- |
| AB          | Écosse                       | Aberdeen, Aberlour, Aboyne, Alford, Ballater, Ballindalloch, Banchory, Banff, Buckie, Ellon, Fraserburgh, Huntly, Insch, Inverurie, Keith, Laurencekirk, Macduff, Milltimber, Peterculter, Peterhead, Stonehaven, Strathdon, Turriff, Westhill | Carte de la zone AB |
| AL          | Angleterre                   | Harpenden, Hatfield, St Albans, Welwyn, Welwyn Garden City | Carte de la zone AL |
| B           | Angleterre                   | Alcester, Birmingham, Bromsgrove, Cradley Heath, Halesowen, Henley-in-Arden, Oldbury, Redditch, Rowley Regis, Smethwick, Solihull, Studley, Sutton Coldfield, Tamworth, West Bromwich | Carte de la zone B  |
| BA          | Angleterre                   | Bath, Bradford on Avon, Bruton, Castle Cary, Frome, Glastonbury, Radstock, Shepton Mallet, Street, Templecombe, Trowbridge, Warminster, Wells, Westbury, Wincanton, Yeovil | Carte de la zone BA |
| BB          | Angleterre                   | Accrington, Barnoldswick, Blackburn, Burnley, Clitheroe, Colne, Darwen, Nelson, Rossendale | Carte de la zone BB |
| BD          | Angleterre                   | Bingley, Bradford, Cleckheaton, Keighley, Settle, Shipley, Skipton | Carte de la zone BD |
| BH          | Angleterre                   | Bournemouth, Broadstone, Christchurch, Ferndown, New Milton, Poole, Ringwood, Swanage, Verwood, Wareham, Wimborne | Carte de la zone BH |
| BL          | Angleterre                   | Bolton, Bury | Carte de la zone BL |
| BN          | Angleterre                   | Arundel, Brighton, Eastbourne, Hailsham, Hassocks, Henfield, Hove, Lancing, Lewes, Littlehampton, Newhaven, Peacehaven, Pevensey, Polegate, Seaford, Shoreham-by-Sea, Steyning, Worthing | Carte de la zone BN |
| BR          | Angleterre                   | Beckenham, Bromley, Chislehurst, Keston, Orpington, Swanley, West Wickham | Carte de la zone BR |
| BS          | Angleterre                   | Axbridge, Banwell, Bristol, Cheddar, Clevedon, Wedmore, Weston-super-Mare, Winscombe | Carte de la zone BS |
| BT          | Irlande du Nord              | Antrim, Armagh, Augher, Aughnacloy, Ballycastle, Ballyclare, Ballymena, Ballymoney, Ballynahinch, Banbridge, Bangor, Belfast, Bushmills, Caledon, Carrickfergus, Castlederg, Castlewellan, Clogher, Coleraine, Cookstown, Craigavon, Crumlin, Donaghadee, Downpatrick, Dromore, Dungannon, Enniskillen, Fivemiletown, Hillsborough, Holywood, Larne, Limavady, Lisburn, Londonderry (Derry), Maghera, Magherafelt, Newcastle, Newry, Newtownabbey, Newtownards, Omagh, Portrush, Portstewart, Strabane | Carte de la zone BT |
| CA          | Angleterre                   | Alston, Ambleside, Appleby-in-Westmorland, Beckermet, Brampton, Carlisle, Cleator, Cleator Moor, Cockermouth, Egremont, Frizington, Holmrook, Keswick, Kirkby Stephen, Maryport, Moor Row, Penrith, Ravenglass, Seascale, St Bees, Whitehaven, Wigton, Workington | Carte de la zone CA |
| CB          | Angleterre                   | Cambridge, Ely, Haverhill, Newmarket, Saffron Walden | Carte de la zone CB |
| CF          | Pays de Galles               | Aberdare, Bargoed, Barry, Bridgend, Caerphilly, Cardiff, Cowbridge, Dinas Powys, Ferndale, Hengoed, Llantwit Major, Maesteg, Merthyr Tydfil, Mountain Ash, Penarth, Pentre, Pontyclun, Pontypridd, Porth, Porthcawl, Tonypandy, Treharris, Treorchy | Carte de la zone CF |
| CH          | Angleterre et Pays de Galles | Bagillt, Birkenhead, Buckley, Chester, Deeside, Ellesmere Port, Flint, Holywell, Mold, Neston, Prenton, Wallasey, Wirral | Carte de la zone CH |
| CM          | Angleterre                   | Billericay, Bishop's Stortford, Braintree, Brentwood, Burnham-on-Crouch, Chelmsford, Dunmow, Epping, Harlow, Ingatestone, Maldon, Ongar, Sawbridgeworth, Southminster, Stansted, Witham | Carte de la zone CM |
| CO          | Angleterre                   | Bures, Clacton-on-Sea, Colchester, Frinton-on-Sea, Halstead, Harwich, Manningtree, Sudbury, Walton-on-the-Naze | Carte de la zone CO |
| CR          | Angleterre                   | Caterham, Coulsdon, Croydon, Kenley, Mitcham, Purley, South Croydon, Thornton Heath, Warlingham, Whyteleafe | Carte de la zone CR |
| CT          | Angleterre                   | Birchington, Broadstairs, Canterbury, Deal, Douvres, Folkestone, Herne Bay, Hythe, Margate, Ramsgate, Sandwich, Westgate-on-Sea, Whitstable | Carte de la zone CT |
| CV          | Angleterre                   | Atherstone, Bedworth, Coventry, Kenilworth, Leamington Spa, Nuneaton, Rugby, Shipston-on-Stour, Southam, Stratford-upon-Avon, Warwick | Carte de la zone CV |
| CW          | Angleterre                   | Congleton, Crewe, Middlewich, Nantwich, Northwich, Sandbach, Tarporley, Winsford | Carte de la zone CW |
| DA          | Angleterre                   | Belvedere, Bexley, Bexleyheath, Dartford, Erith, Gravesend, Greenhithe, Longfield, Sidcup, Swanscombe, Welling | Carte de la zone DA |
| DD          | Écosse                       | Arbroath, Brechin, Carnoustie, Dundee, Forfar, Kirriemuir, Montrose, Newport-on-Tay, Tayport | Carte de la zone DD |
| DE          | Angleterre                   | Alfreton, Ashbourne, Bakewell, Belper, Burton upon Trent, Derby, Heanor, Ilkeston, Matlock, Ripley, Swadlincote | Carte de la zone DE |
| DG          | Écosse                       | Annan, Canonbie, Castle Douglas, Dalbeattie, Dumfries, Gretna, Kirkcudbright, Langholm, Lockerbie, Moffat, Newton Stewart, Sanquhar, Stranraer, Thornhill | Carte de la zone DG |
| DH          | Angleterre                   | Chester le Street, Consett, Durham, Houghton le Spring, Stanley | Carte de la zone DH |
| DL          | Angleterre                   | Barnard Castle, Bedale, Bishop Auckland, Catterick Garrison, Crook, Darlington, Ferryhill, Hawes, Leyburn, Newton Aycliffe, Northallerton, Richmond, Shildon, Spennymoor | Carte de la zone DL |
| DN          | Angleterre                   | Barnetby, Barrow upon Humber, Barton-upon-Humber, Brigg, Cleethorpes, Doncaster, Gainsborough, Goole, Grimsby, Immingham, Retford, Scunthorpe, Ulceby | Carte de la zone DL |
| DT          | Angleterre                   | Beaminster, Blandford Forum, Bridport, Dorchester, Lyme Regis, Portland, Sherborne, Sturminster Newton, Weymouth | Carte de la zone DT |
| DY          | Angleterre                   | Bewdley, Brierley Hill, Dudley, Kidderminster, Kingswinford, Stourbridge, Stourport-on-Severn, Tipton | Carte de la zone DY |
| E           | Angleterre                   | Londres | Carte de la zone E  |
| EC          | Angleterre                   | Londres | Carte de la zone EC |
| EH          | Écosse                       | Balerno, Bathgate, Bo'ness, Bonnyrigg, Broxburn, Currie, Dalkeith, Dunbar, East Linton, Édimbourg, Gorebridge, Gullane, Haddington, Heriot, Humbie, Innerleithen, Juniper Green, Kirkliston, Kirknewton, Lasswade, Linlithgow, Livingston, Loanhead, Longniddry, Musselburgh, Newbridge, North Berwick, Pathhead, Peebles, Penicuik, Prestonpans, Rosewell, Roslin, South Queensferry, Tranent, Walkerburn, West Calder, West Linton | Carte de la zone EH |
| EN          | Angleterre                   | Barnet, Broxbourne, Enfield, Hoddesdon, Potters Bar, Waltham Abbey, Waltham Cross | Carte de la zone EN |
| EX          | Angleterre                   | Axminster, Barnstaple, Beaworthy, Bideford, Braunton, Bude, Budleigh Salterton, Chulmleigh, Colyton, Crediton, Cullompton, Dawlish, Exeter, Exmouth, Holsworthy, Honiton, Ilfracombe, Lynmouth, Lynton, North Tawton, Okehampton, Ottery St Mary, Seaton, Sidmouth, South Molton, Tiverton, Torrington, Umberleigh, Winkleigh, Woolacombe | Carte de la zone EX |
| FK          | Écosse                       | Alloa, Alva, Bonnybridge, Callander, Clackmannan, Crianlarich, Denny, Dollar, Doune, Dunblane, Falkirk, Grangemouth, Killin, Larbert, Lochearnhead, Menstrie, Stirling, Tillicoultry | Carte de la zone FK |
| FY          | Angleterre                   | Blackpool, Fleetwood, Lytham St Annes, Poulton-Le-Fylde, Thornton-Cleveleys | Carte de la zone FY |
| G           | Écosse                       | Alexandria, Arrochar, Clydebank, Dumbarton, Glasgow, Helensburgh | Carte de la zone G  |
| GL          | Angleterre et Pays de Galles | Badminton, Berkeley, Blakeney, Cheltenham, Chipping Campden, Cinderford, Cirencester, Coleford, Drybrook, Dursley, Dymock, Fairford, Gloucester, Lechlade, Longhope, Lydbrook, Lydney, Mitcheldean, Moreton-in-Marsh, Newent, Newnham, Ruardean, Stonehouse, Stroud, Tetbury, Tewkesbury, Westbury-on-Severn, Wotton-under-Edge | Carte de la zone GL |
| GU          | Angleterre                   | Aldershot, Alton, Bagshot, Bordon, Camberley, Cranleigh, Farnborough, Farnham, Fleet, Godalming, Guildford, Haslemere, Hindhead, Lightwater, Liphook, Liss, Midhurst, Petersfield, Petworth, Sandhurst, Virginia Water, Windlesham, Woking, Yateley | Carte de la zone GU |
| GY          | Guernesey                    | Guernesey |                     |
| HA          | Angleterre                   | Edgware, Harrow, Northwood, Pinner, Ruislip, Stanmore, Wembley | Carte de la zone HA |
| HD          | Angleterre                   | Brighouse, Holmfirth, Huddersfield | Carte de la zone HD |
| HG          | Angleterre                   | Harrogate, Knaresborough, Ripon | Carte de la zone HG |
| HP          | Angleterre                   | Amersham, Aylesbury, Beaconsfield, Berkhamsted, Chalfont St Giles, Chesham, Great Missenden, Hemel Hempstead, High Wycombe, Princes Risborough, Tring | Carte de la zone HP |
| HR          | Angleterre et Pays de Galles | Bromyard, Hereford, Kington, Ledbury, Leominster, Ross-on-Wye | Carte de la zone HR |
| HS          | Écosse                       | Isle of Barra, Isle of Benbecula, Isle of Harris, Isle of Lewis, Isle of North Uist, Isle of Scalpay, Isle of South Uist, Stornoway | Carte de la zone HS |
| HU          | Angleterre                   | Beverley, Brough, Cottingham, Hessle, Hornsea, Hull, North Ferriby, Withernsea | Carte de la zone HU |
| HX          | Angleterre                   | Elland, Halifax, Hebden Bridge, Sowerby Bridge | Carte de la zone HX |
| IG          | Angleterre                   | Barking, Buckhurst Hill, Chigwell, Ilford, Loughton, Woodford Green | Carte de la zone IG |
| IM          | Île de Man                   | Île de Man |                     |
| IP          | Angleterre                   | Aldeburgh, Brandon, Bury St Edmunds, Diss, Eye, Felixstowe, Halesworth, Harleston, Ipswich, Leiston, Saxmundham, Southwold, Stowmarket, Thetford, Woodbridge | Carte de la zone IP |
| IV          | Écosse                       | Achnasheen, Alness, Ardgay, Avoch, Beauly, Cromarty, Dingwall, Dornoch, Elgin, Fochabers, Forres, Fortrose, Gairloch, Garve, Invergordon, Inverness, Isle of Skye, Kyle, Lairg, Lossiemouth, Muir of Ord, Munlochy, Nairn, Plockton, Portree, Rogart, Strathcarron, Strathpeffer, Strome Ferry, Tain, Ullapool | Carte de la zone IV |
| JE          | Jersey                       | Jersey |                     |
| KA          | Écosse                       | Ardrossan, Ayr, Beith, Cumnock, Dalry, Darvel, Galston, Girvan, Irvine, Île d'Arran, Île de Cumbrae, Kilbirnie, Kilmarnock, Kilwinning, Largs, Mauchline, Maybole, Newmilns, Prestwick, Saltcoats, Stevenston, Troon, West Kilbride | Carte de la zone KA |
| KT          | Angleterre                   | Addlestone, Ashtead, Chertsey, Chessington, Cobham, East Molesey, Epsom, Esher, Kingston upon Thames, Leatherhead, New Malden, Surbiton, Tadworth, Thames Ditton, Walton-on-Thames, West Byfleet, West Molesey, Weybridge, Worcester Park | Carte de la zone KT |
| KW          | Écosse                       | Berriedale, Brora, Dunbeath, Forsinard, Golspie, Halkirk, Helmsdale, Kinbrace, Kirkwall, Latheron, Lybster, Orcades, Stromness, Thurso, Wick | Carte de la zone KW |
| KY          | Écosse                       | Anstruther, Burntisland, Cowdenbeath, Cupar, Dunfermline, Glenrothes, Inverkeithing, Kelty, Kinross, Kirkcaldy, Leven, Lochgelly, St Andrews | Carte de la zone KY |
| L           | Angleterre                   | Bootle, Liverpool, Ormskirk, Prescot | Carte de la zone L  |
| LA          | Angleterre                   | Ambleside, Askam-in-Furness, Barrow-in-Furness, Broughton-in-Furness, Carnforth, Coniston, Dalton-in-Furness, Grange-over-Sands, Kendal, Kirkby-in-Furness, Lancaster, Millom, Milnthorpe, Morecambe, Sedbergh, Ulverston, Windermere | Carte de la zone LA |
| LD          | Angleterre et Pays de Galles | Brecon, Builth Wells, Knighton, Llandrindod Wells, Llangammarch Wells, Llanwrtyd Wells, Presteigne, Rhayader | Carte de la zone LD |
| LE          | Angleterre                   | Ashby-de-la-Zouch, Coalville, Hinckley, Ibstock, Leicester, Loughborough, Lutterworth, Market Harborough, Markfield, Melton Mowbray, Oakham, Wigston | Carte de la zone LE |
| LL          | Pays de Galles               | Aberdovey, Abergele, Amlwch, Arthog, Bala, Bangor, Barmouth, Beaumaris, Betws-y-Coed, Blaenau Ffestiniog, Bodorgan, Brynteg, Caernarfon, Cemaes Bay, Colwyn Bay, Conwy, Corwen, Criccieth, Denbigh, Dolgellau, Dolwyddelan, Dulas, Dyffryn Ardudwy, Fairbourne, Gaerwen, Garndolbenmaen, Harlech, Holyhead, Llanbedr, Llanbedrgoch, Llandudno, Llandudno Junction, Llanerchymedd, Llanfairfechan, Llanfairpwllgwyngyll, Llangefni, Llangollen, Llanrwst, Llwyngwril, Marianglas, Menai Bridge, Moelfre, Penmaenmawr, Penrhyndeudraeth, Pentraeth, Penysarn, Porthmadog, Prestatyn, Pwllheli, Rhosgoch, Rhosneigr, Rhyl, Ruthin, St Asaph, Talsarnau, Talybont, Trefriw, Ty Croes, Tyn-y-Gongl, Tywyn, Wrexham, Y Felinheli | Carte de la zone LL |
| LN          | Angleterre                   | Alford, Horncastle, Lincoln, Louth, Mablethorpe, Market Rasen, Woodhall Spa | Carte de la zone LN |
| LS          | Angleterre                   | Ilkley, Leeds, Otley, Pudsey, Tadcaster, Wetherby | Carte de la zone LS |
| LU          | Angleterre                   | Dunstable, Leighton Buzzard, Luton | Carte de la zone LU |
| M           | Angleterre                   | Manchester, Sale, Salford | Carte de la zone M  |
| ME          | Angleterre                   | Aylesford, Chatham, Faversham, Gillingham, Maidstone, Queenborough, Strood, Rochester, Sheerness, Sittingbourne, Snodland, West Malling | Carte de la zone ME |
| MK          | Angleterre                   | Bedford, Buckingham, Milton Keynes, Newport Pagnell, Olney | Carte de la zone MK |
| ML          | Écosse                       | Airdrie, Bellshill, Biggar, Carluke, Coatbridge, Hamilton, Lanark, Larkhall, Motherwell, Shotts, Strathaven, Wishaw | Carte de la zone ML |
| N           | Angleterre                   | Londres | Carte de la zone N  |
| NE          | Angleterre                   | Alnwick, Ashington, Bamburgh, Bedlington, Belford, Blaydon-on-Tyne, Blyth, Boldon Colliery, Chathill, Choppington, Corbridge, Cramlington, East Boldon, Gateshead, Haltwhistle, Hebburn, Hexham, Jarrow, Morpeth, Newbiggin-by-the-Sea, Newcastle upon Tyne, North Shields, Prudhoe, Riding Mill, Rowlands Gill, Ryton, Seahouses, South Shields, Stocksfield, Wallsend, Washington, Whitley Bay, Wooler, Wylam | Carte de la zone NE |
| NG          | Angleterre                   | Grantham, Mansfield, Newark-on-Trent, Nottingham, Sleaford, Southwell, Sutton-in-Ashfield | Carte de la zone NG |
| NN          | Angleterre                   | Brackley, Corby, Daventry, Kettering, Northampton, Rushden, Towcester, Wellingborough | Carte de la zone NN |
| NP          | Pays de Galles               | Abergavenny, Abertillery, Blackwood, Caldicot, Chepstow, Crickhowell, Cwmbran, Ebbw Vale, Monmouth, New Tredegar, Newport, Pontypool, Tredegar, Usk | Carte de la zone NP |
| NR          | Angleterre                   | Attleborough, Beccles, Bungay, Cromer, Dereham, Fakenham, Great Yarmouth, Holt, Lowestoft, Melton Constable, North Walsham, Norwich, Sheringham, Walsingham, Wells-next-the-Sea, Wymondham | Carte de la zone NR |
| NW          | Angleterre                   | Londres | Carte de la zone NW |
| OL          | Angleterre                   | Ashton-Under-Lyne, Bacup, Heywood, Littleborough, Oldham, Rochdale, Todmorden | Carte de la zone OL |
| OX          | Angleterre                   | Abingdon, Bampton, Banbury, Bicester, Burford, Carterton, Chinnor, Chipping Norton, Didcot, Kidlington, Oxford, Thame, Wallingford, Wantage, Watlington, Witney, Woodstock | Carte de la zone OX |
| PA          | Écosse                       | Appin, Bishopton, Bridge of Orchy, Bridge of Weir, Cairndow, Campbeltown, Colintraive, Dalmally, Dunoon, Erskine, Gourock, Greenock, Inveraray, Île de Bute, Isle of Coll, Isle of Colonsay, Isle of Gigha, Isle of Iona, Isle of Islay, Isle of Jura, Île de Mull, Isle of Tiree, Johnstone, Kilmacolm, Lochgilphead, Lochwinnoch, Oban, Paisley, Port Glasgow, Renfrew, Skelmorlie, Tarbert, Taynuilt, Tighnabruaich, Wemyss Bay | Carte de la zone PA |
| PE          | Angleterre                   | Boston, Bourne, Chatteris, Downham Market, Hunstanton, Huntingdon, King's Lynn, March, Peterborough, St Ives, St Neots, Sandringham, Skegness, Spalding, Spilsby, Stamford, Swaffham, Wisbech | Carte de la zone PE |
| PH          | Écosse                       | Aberfeldy, Acharacle, Arisaig, Auchterarder, Aviemore, Ballachulish, Blairgowrie, Boat of Garten, Carrbridge, Corrour, Crieff, Dalwhinnie, Dunkeld, Fort Augustus, Fort William, Glenfinnan, Grantown-on-Spey, Invergarry, Isle of Canna, Isle of Eigg, Isle of Rum, Kingussie, Kinlochleven, Lochailort, Mallaig, Nethy Bridge, Newtonmore, Perth, Pitlochry, Roy Bridge, Spean Bridge | Carte de la zone PH |
| PL          | Angleterre                   | Bodmin, Boscastle, Callington, Calstock, Camelford, Delabole, Fowey, Gunnislake, Ivybridge, Launceston, Lifton, Liskeard, Looe, Lostwithiel, Padstow, Par, Plymouth, Port Isaac, Saltash, St Austell, Tavistock, Tintagel, Torpoint, Wadebridge, Yelverton | Carte de la zone PL |
| PO          | Angleterre                   | Bembridge, Bognor Regis, Chichester, Cowes, East Cowes, Emsworth, Fareham, Freshwater, Gosport, Havant, Hayling Island, Lee-on-the-Solent, Newport, Portsmouth, Rowland's Castle, Ryde, Sandown, Seaview, Shanklin, Southsea, Totland Bay, Ventnor, Waterlooville, Yarmouth | Carte de la zone PO |
| PR          | Angleterre                   | Chorley, Leyland, Preston, Southport | Carte de la zone PR |
| RG          | Angleterre                   | Basingstoke, Bracknell, Crowthorne, Henley-on-Thames, Hook, Hungerford, Newbury, Reading, Tadley, Thatcham, Whitchurch, Wokingham | Carte de la zone RG |
| RH          | Angleterre                   | Betchworth, Billingshurst, Burgess Hill, Crawley, Dorking, East Grinstead, Forest Row, Gatwick, Godstone, Haywards Heath, Horley, Horsham, Lingfield, Oxted, Pulborough, Redhill, Reigate | Carte de la zone RH |
| RM          | Angleterre                   | Dagenham, Grays, Hornchurch, Purfleet, Rainham, Romford, South Ockendon, Tilbury, Upminster | Carte de la zone RM |
| S           | Angleterre                   | Barnsley, Chesterfield, Dronfield, Hope Valley, Mexborough, Rotherham, Sheffield, Worksop | Carte de la zone S  |
| SA          | Pays de Galles               | Aberaeron, Ammanford, Boncath, Burry Port, Cardigan, Carmarthen, Clarbeston Road, Clynderwen, Crymych, Ferryside, Fishguard, Glogue, Goodwick, Haverfordwest, Kidwelly, Kilgetty, Lampeter, Llanarth, Llandeilo, Llandovery, Llandysul, Llanelli, Llanfrynach, Llangadog, Llanwrda, Llanybydder, Milford Haven, Narberth, Neath, New Quay, Newcastle Emlyn, Newport, Pembroke, Pembroke Dock, Pencader, Port Talbot, Saundersfoot, Swansea, Tenby, Whitland | Carte de la zone SA |
| SE          | Angleterre                   | Londres | Carte de la zone SE |
| SG          | Angleterre                   | Arlesey, Baldock, Biggleswade, Buntingford, Henlow, Hertford, Hitchin, Knebworth, Letchworth Garden City, Much Hadham, Royston, Sandy, Shefford, Stevenage, Ware | Carte de la zone SG |
| SK          | Angleterre                   | Alderley Edge, Buxton, Cheadle, Dukinfield, Glossop, High Peak, Hyde, Macclesfield, Stalybridge, Stockport, Wilmslow | Carte de la zone SK |
| SL          | Angleterre                   | Ascot, Bourne End, Gerrards Cross, Iver, Maidenhead, Marlow, Slough, Windsor | Carte de la zone SL |
| SM          | Angleterre                   | Banstead, Carshalton, Morden, Sutton, Wallington | Carte de la zone SM |
| SN          | Angleterre                   | Calne, Chippenham, Corsham, Devizes, Faringdon, Malmesbury, Marlborough, Melksham, Pewsey, Swindon | Carte de la zone SN |
| SO          | Angleterre                   | Alresford, Brockenhurst, Eastleigh, Lymington, Lyndhurst, Romsey, Southampton, Stockbridge, Winchester | Carte de la zone SO |
| SP          | Angleterre                   | Andover, Fordingbridge, Gillingham, Salisbury, Shaftesbury, Tidworth | Carte de la zone SP |
| SR          | Angleterre                   | Peterlee, Seaham, Sunderland | Carte de la zone SR |
| SS          | Angleterre                   | Basildon, Benfleet, Canvey Island, Hockley, Leigh-on-Sea, Rayleigh, Rochford, Southend-on-Sea, Stanford-le-Hope, Westcliff-on-Sea, Wickford | Carte de la zone SS |
| ST          | Angleterre                   | Leek, Newcastle, Stafford, Stoke-on-Trent, Stone, Uttoxeter | Carte de la zone ST |
| SW          | Angleterre                   | Londres | Carte de la zone SW |
| SY          | Angleterre et Pays de Galles | Aberystwyth, Bishop's Castle, Borth, Bow Street, Bucknell, Caersws, Church Stretton, Craven Arms, Ellesmere, Llanbrynmair, Llandinam, Llanfechain, Llanfyllin, Llanidloes, Llanon, Llanrhystud, Llansantffraid-ym-Mechain, Llanymynech, Ludlow, Lydbury North, Machynlleth, Malpas, Meifod, Montgomery, Newtown, Oswestry, Shrewsbury, Talybont, Tregaron, Welshpool, Whitchurch, Ystrad Meurig | Carte de la zone SY |
| TA          | Angleterre                   | Bridgwater, Burnham-on-Sea, Chard, Crewkerne, Dulverton, Highbridge, Hinton St George, Ilminster, Langport, Martock, Merriott, Minehead, Montacute, Somerton, South Petherton, Stoke-sub-Hamdon, Taunton, Watchet, Wellington | Carte de la zone TA |
| TD          | Écosse et Angleterre         | Berwick-upon-Tweed, Cockburnspath, Coldstream, Cornhill-on-Tweed, Duns, Earlston, Eyemouth, Galashiels, Gordon, Hawick, Jedburgh, Kelso, Lauder, Melrose, Mindrum, Newcastleton, Selkirk | Carte de la zone TD |
| TF          | Angleterre                   | Broseley, Market Drayton, Much Wenlock, Newport, Shifnal, Telford | Carte de la zone TF |
| TN          | Angleterre                   | Ashford, Battle, Bexhill-on-Sea, Cranbrook, Crowborough, Edenbridge, Etchingham, Hartfield, Hastings, Heathfield, Mayfield, New Romney, Robertsbridge, Romney Marsh, Rye, Sevenoaks, St Leonards-on-Sea, Tenterden, Tonbridge, Tunbridge Wells, Uckfield, Wadhurst, Westerham, Winchelsea | Carte de la zone TN |
| TQ          | Angleterre                   | Brixham, Buckfastleigh, Dartmouth, Kingsbridge, Newton Abbot, Paignton, Salcombe, South Brent, Teignmouth, Torquay, Totnes | Carte de la zone TQ |
| TR          | Angleterre                   | Camborne, Falmouth, Hayle, Helston, Isles of Scilly, Marazion, Newquay, Penryn, Penzance, Perranporth, Redruth, St Agnes, St Columb, St Ives, Truro | Carte de la zone TR |
| TS          | Angleterre                   | Billingham, Guisborough, Hartlepool, Middlesbrough, Redcar, Saltburn-by-the-Sea, Stockton-on-Tees, Trimdon Station, Wingate, Yarm | Carte de la zone TS |
| TW          | Angleterre                   | Ashford, Brentford, Egham, Feltham, Hampton, Hounslow, Isleworth, Richmond, Shepperton, Staines, Sunbury-on-Thames, Teddington, Twickenham | Carte de la zone TW |
| UB          | Angleterre                   | Greenford, Hayes, Northolt, Southall, Uxbridge, West Drayton | Carte de la zone UB |
| W           | Angleterre                   | Londres | Carte de la zone W  |
| WA          | Angleterre                   | Altrincham, Frodsham, Knutsford, Lymm, Newton-le-Willows, Runcorn, St Helens, Warrington, Widnes | Carte de la zone WA |
| WC          | Angleterre                   | Londres | Carte de la zone WC |
| WD          | Angleterre                   | Abbots Langley, Borehamwood, Bushey, Kings Langley, Radlett, Rickmansworth, Watford | Carte de la zone WD |
| WF          | Angleterre                   | Batley, Castleford, Dewsbury, Heckmondwike, Knottingley, Liversedge, Mirfield, Normanton, Ossett, Pontefract, Wakefield | Carte de la zone WF |
| WN          | Angleterre                   | Leigh, Skelmersdale, Wigan | Carte de la zone WN |
| WR          | Angleterre                   | Broadway, Droitwich, Evesham, Malvern, Pershore, Tenbury Wells, Worcester | Carte de la zone WR |
| WS          | Angleterre                   | Burntwood, Cannock, Lichfield, Rugeley, Walsall, Wednesbury | Carte de la zone WS |
| WV          | Angleterre                   | Bilston, Bridgnorth, Willenhall, Wolverhampton | Carte de la zone WV |
| YO          | Angleterre                   | Bridlington, Driffield, Filey, Malton, Pickering, Scarborough, Selby, Thirsk, Whitby, York | Carte de la zone YO |
| ZE          | Écosse                       | Shetland | Carte de la zone ZE |